# Union nationale des organismes d'assurance maladie complémentaire
 (juillet 2025).
L'Union nationale des organismes d'assurance maladie complémentaire (Unocam) est le résultat de réformes sur la sécurité sociale française visant à ce que plusieurs entités se répondent : 
1. Union nationale des caisses d'assurance maladie (UNCAM) ;
2. Union nationale des organismes d'assurance maladie complémentaire ;
3. Union nationale des professions de santé (UNPS).

Il s'agit de la première institutionnalisation véritable du rôle des complémentaires santé.

## Description
L'Unocam regroupe les principales structures existantes concernant les complémentaires de santé : La Fédération nationale de la mutualité française (FNMF), la Fédération française des sociétés d'assurances (FFSA), le Centre  technique des institutions de prévoyance (CTIP) et la Fédération nationale indépendante des mutuelles (FNIM). 
Sa création a pour but de permettre la participation des assurances complémentaires à la gestion du remboursement des soins à travers un dialogue régulier avec l'UNCAM. L'objectif est de permettre une meilleure coordination entre les remboursements primaires et les remboursements complémentaires et de favoriser le développement des bonnes pratiques.
Ainsi, l'Unocam est amenée à négocier avec les professionnels de santé et à définir le périmètre des biens et services remboursables. Elle est associée à l'UNCAM lors des négociations conventionnelles entre les régimes d'assurance et les professionnels de santé et participe aux décisions concernant les nouveaux médicaments, leur prix et leur taux de remboursement. Elle est membre du comité économique des produits de santé.
L'Unocam est dotée d'un conseil de 33 membres constitué de représentants des structures existantes (17 de la FNMF, 8 de la FFSA et 7 du CTIP). Cependant ce conseil ne regroupe pas de représentants d'organisations moins importantes comme la Fédération nationale indépendante des mutuelles (FNIM)  ou Groupement des entreprises mutuelles d'assurance (GEMA) qui sont toutefois membres de l'Assemblée générale de l'UNOCAM.